# Чаді Ріад
Чаді Ріад Днану (ісп. Chadi Riad Dnanou, араб. شادي رياض دنانو; нар. 17 червня 2003, Пальма) — марокканський футболіст, захисник англійського клубу «Крістал Пелес» та збірної Марокко.

## Клубна кар'єра

### «Барселона»

#### Ранні роки
Виступав за юнацькі команди клубів «Атлетіко Рафаль», «Мальорка» (двічі) і «Сан-Франциско» після чого в лютому 2019 року уклав трирічний контракт з клубом «Барселона».

#### 2020–21: оренда в «Сабадель»
2020 року перейшов на правах оренди в «Сабадель» до кінця сезону. 16 грудня 2020 року дебютував за «Сабадель» в матчі Кубка Іспанії проти клубу «Ібіца Іслас Пітіусас».
11 січня 2021 року дебютував в Сегунді Федерасьйон, вийшовши на заміну Алейшу Кошу в матчі проти «Луго».

#### 2022–23: друга команда і дебют в першій
5 липня 2022 року продожвив контракт з «Барселоною» до 2024 року і був переведений до команди резерву «Барселона Б» з Прімери Федерасьйон. 27 серпня в дебютному матчі проти «Кастельйона» відзначився першим голом, що став переможним.
8 листопада 2022 року дебютував за основну команду «Барселони», вийшовши на заміну Педрі в матчі проти «Осасуни». Сезон 2022–23 провів в резервній команді під керівництвом Рафаеля Маркеса в Прімері Федерасьйон, за яку забив 3 голи в 37 матчах чемпіонату (включаючи 2 гри в плей-оф).

#### 2023–24: оренда в «Реал Бетіс»
26 липня 2023 року відправився в сезонну оренду в клуб «Реал Бетіс». 16 вересня дебютував за «Реал Бетіс», вийшовши в стартовому складі в матчі Ла-Ліги проти «Барселони». 15 лютого 2024 року дебютував в єврокубках в матчі плей-оф Ліги конференцій УЄФА проти загребського «Динамо». Всього в сезоні 2023–24 провів за «Бетіс» 30 поєдинків в усіх турнірах.

### «Крістал Пелес»
14 червня 2024 року перейшов в англійський клуб Прем'єр-ліги «Крістал Пелес», підписавши п'ятирічний контракт. Сума трансферу становила 14 млн фунтів стерлінгів. 24 серпня дебютував за «Крістал Пелас» в матчі Прем'єр-ліги проти «Вест Гем Юнайтед», вийшовши в стартовому складі.

## Кар'єра в збірній
Виступав за збірні Марокко до 17, до 20 і до 23 років. 13 березня 2023 року вперше викликаний до збірної Марокко головним тренером Валідом Реграгі для участі в товариських матчах проти збірних Бразилії і Перу. Виступав за збірну до 23 років на молодіжному Кубку африканських націй 2023 року, на якому провів 2 матчі і допоміг команді здобути перемогу в турнірі.
28 грудня 2023 року був включений в офіційну заявку збірної Марокко для участі в матчах фінальної частини Кубка африканських націй 2023 року. 11 січня 2024 року дебютував за збірну Марокко, вийшовши в стартовому складі в товариському матчі проти збірної Сьєрра-Леоне в рамках підготовки до турніру. На турнірі не провів жодного матчу, а збірна Марокко вибула з розіграшу, поступившись в 1/8 фіналу збірній ПАР.
7 червня 2024 року забив свій перший гол за збірну Марокко в матчі відбіркового турніру до чемпіонату світу 2026 проти збірної Республіки Конго.

## Статистика виступів

### Клубна статистика
Станом на 12 січня 2025 
| Клуб              | Сезон             | Чемпіонат           | Чемпіонат | Чемпіонат | Кубок | Кубок | Кубок ліги | Кубок ліги | Єврокубки | Єврокубки | Інші  | Інші | Всього | Всього |
| Клуб              | Сезон             | Дивізіон            | Матчі     | Голи      | Матчі | Голи  | Матчі      | Голи       | Матчі     | Голи      | Матчі | Голи | Матчі  | Голи   |
| ----------------- | ----------------- | ------------------- | --------- | --------- | ----- | ----- | ---------- | ---------- | --------- | --------- | ----- | ---- | ------ | ------ |
| → Сабадель        | 2020–21           | Сегунда Федерасьйон | 1         | 0         | 1     | 0     | —          | —          | —         | —         | —     | —    | 2      | 0      |
| Барселона Б       | 2022–23           | Прімера Федерасьйон | 35        | 2         | —     | —     | —          | —          | —         | —         | 2     | 1    | 37     | 3      |
| Барселона         | 2022–23           | Ла-Ліга             | 7         | 0         | 1     | 0     | —          | —          | 0         | 0         | 0     | 0    | 8      | 0      |
| → Реал Бетіс      | 2023–24           | Ла-Ліга             | 26        | 0         | 2     | 0     | —          | —          | 2         | 0         | 0     | 0    | 30     | 0      |
| Крістал Пелес     | 2024–25           | Прем'єр-ліга        | 1         | 0         | 1     | 0     | 1          | 0          | —         | —         | 0     | 0    | 3      | 0      |
| Всього за кар'єру | Всього за кар'єру | Всього за кар'єру   | 70        | 2         | 5     | 0     | 1          | 0          | 2         | 0         | 2     | 1    | 79     | 3      |

1. ↑  Матчі в плей-оф на підвищення в Прімера Федерасьйон
2. ↑  Матчі в Лізі конференцій УЄФА

### Міжнародна статистика
Станом на 11 червня 2024
| Збірна            | Сезон             | Товариські | Товариські | Офіційні | Офіційні | Всього | Всього |
| Збірна            | Сезон             | Матчі      | Голи       | Матчі    | Голи     | Матчі  | Голи   |
| ----------------- | ----------------- | ---------- | ---------- | -------- | -------- | ------ | ------ |
| Марокко           |                   |            |            |          |          |        |        |
| 2024              | 2                 | 0          | 1          | 1        | 3        | 1      |        |
| Всього за кар'єру | Всього за кар'єру | 2          | 0          | 1        | 1        | 3      | 1      |

### Матчі за збірну
Станом на 11 червня 2024
| Матчі Чаді Ріада за збірну Марокко | Матчі Чаді Ріада за збірну Марокко | Матчі Чаді Ріада за збірну Марокко | Матчі Чаді Ріада за збірну Марокко | Матчі Чаді Ріада за збірну Марокко | Матчі Чаді Ріада за збірну Марокко | Матчі Чаді Ріада за збірну Марокко | Матчі Чаді Ріада за збірну Марокко |
| №                                  | Дата                               | Суперник                           | Рахунок                            | Голи                               | Картки                             | Хвилини                            | Змагання                           |
| ---------------------------------- | ---------------------------------- | ---------------------------------- | ---------------------------------- | ---------------------------------- | ---------------------------------- | ---------------------------------- | ---------------------------------- |
| 1                                  | 11 січня 2024                      | Сьєрра-Леоне                       | 3–1                                |                                    |                                    |                                    | Товариський матч                   |
| 2                                  | 27 березня 2024                    | Мавританія                         | 0–0                                |                                    |                                    | 90'                                | Товариський матч                   |
| 3                                  | 11 червня 2024                     | Республіка Конго                   | 6–0                                | 1                                  |                                    | 90'                                | Відбіркові матчі ЧС-2026           |

Всього: 3 матчі / 1 гол; 2 перемоги, 1 нічия, 0 поразок.

## Досягнення
«Барселона»
- Чемпіон Іспанії: 2022–23[27]

«Крістал Пелес»
- Володар Кубка Англії: 2024–25[28]
- Володар Суперкубка Англії: 2025

Збірна Марокко (до 23)
- Переможець молодіжного Кубка африканських націй (до 23 років): 2023[29]